# 피우미치노
피우미치노(이탈리아어: Fiumicino)는 이탈리아 라치오주 로마현에 위치한 코무네다. 이탈리아에서 가장 붐비고, 유럽에서 여섯 번째로 붐비는
레오나르도 다 빈치 국제공항으로 유명하다.
1992년까지 로마에 속해있는 일부 중 하나였으나, 그 이후로 코무네로 승격되었다.

## 역사

### 어원
이름은 문자 그대로 작은 강을 의미한다. 피우미치노(Fiumicino) 마을은 리미니 근처의 작은 강인 피우미치노(Fiumicino)와는 구별한다.

### 최근 역사
피우미치노는 1992년에 코무네가 되었다. 이전에는 로마 시의 일부였으며 이전 제14무니치피오(Municipio XIV)에 거의 완전히 포함되었다.

## 같이 보기
- 포르투스